# Sárok, Baranya
Sárok (în germană Scharek) este un sat în districtul Mohács, județul Baranya, Ungaria, având o populație de 129 de locuitori (2011).

## Demografie
Componența etnică a satului Sárok
     Maghiari (67,25%)
     Germani (21,05%)
     Romi (9,94%)
     Sârbi (1,75%)
Componența confesională a satului Sárok
     Romano-catolici (42,64%)
     Fără religie (24,81%)
     Reformați (13,18%)
     Luterani (6,2%)
     Ortodocși (2,33%)
     Necunoscută (10,85%)
Conform recensământului din 2011, satul Sárok avea 129 de locuitori. Din punct de vedere etnic, majoritatea locuitorilor (67,25%) erau maghiari, existând și minorități de germani (21,05%), romi (9,94%) și sârbi (1,75%). Nu există o religie majoritară, locuitorii fiind romano-catolici (42,64%), persoane fără religie (24,81%), reformați (13,18%), luterani (6,2%) și ortodocși (2,33%). Pentru 10,85% din locuitori nu este cunoscută apartenența confesională.